# 光致蛻變
光致蛻變是極端高能量的γ射線和原子核的交互作用，並且使原子核進入受激態，立刻衰變成為兩或更多個子核的物理過程。一個簡單的例子是，接踵而來的有效的γ射線从原子核中敲出一颗质子或中子，而極端的例子則是γ射線導致自發性的核分裂反應。這種過程根本上是與核融合相反的，原本是轻的元素在高溫下結合在一起形成重元素並釋放出能量。光致蛻變是從比鐵輕的元素吸熱（能量吸收）而從比鐵重的元素放熱放出能量。光致蛻變至少在超新星中對一些重元素和富含質子的元素經由p-過程的核合成有所貢獻。

## 極超新星
在非常巨大的恆星（質量比太陽大250倍以上）爆炸中，光致蛻變是超新星事件中一個主要的因素。
當這種恆星到達生命的結束時，它產生的溫度和壓力被光致蛻變的能量吸收消耗掉，暫時減輕了恆星核心的壓力和溫度。
當能量被光致蛻變吸收掉，造成了恆星的核心開始塌縮，並且塌縮的核心會導致黑洞的形成。  